# Peștera Valea Morii
Peștera Valea Morii (monument al naturii), este o arie protejată de interes național ce corespunde categoriei a III-a IUCN (rezervație naturală de tip speologic), situată în județul Arad, pe teritoriul administrativ al comunei Moneasa.
Rezervația naturală aflată în partea sudică a localității Moneasa, în Munții Codru-Moma, are o suprafață de 5 ha,  (2.012 m lungime, diferență de nivel 35 m) și reprezintă o peșteră de interes speologic ce adăpostește colonii de lilieci ce aparțin ordinului chiropterelor, specia Myotis m..